# David Hansemann
David Justus Ludwig Hansemann (12 de julio de 1790 - 4 de agosto de 1864) fue un político y banquero de Prusia, sirvió como el Ministro de Finanzas de Prusia en 1848.

## Vida
Hansemann nació en Finkenwerder, Hamburgo, hijo de un ministro protestante. Después de estudiar comercio, fue representante de un fabricante de telas Monschau. A partir de 1817, creó diferentes empresas en Aachen, bajo las cuales la empresa predecesora, la nativa de Aquisgrán de Múnich, que hoy forma parte de AMB Generali. En las décadas de 1820 y 1830, obtuvo una gran suma de dinero. Su preocupación por el bienestar de sus empleados y su disposición a recibir generosas donaciones se consideraron inusuales. En 1821 se casó con Fanny Fremery, que provenía de una familia francesa hugonote.
David Hansemann se comprometió a construir ferrocarriles en la Provincia del Rin. Escribió varios memorandos sobre el ferrocarril. Además, era accionista de la Rhenish Railway Company ( alemán:  Rheinische Eisenbahn-Gesellschaft , RhE). De acuerdo con una orden del gabinete real de febrero de 1837, se convirtió en vicepresidente de la RhE. Estuvo considerablemente involucrado en el establecimiento de otras compañías ferroviarias, incluyendo la Compañía de Ferrocarriles de Colonia-Minden y la Compañía de Ferrocarriles de Bergisch-Märkische.
Durante la década de 1830, Hansemann se involucró cada vez más en la política y, en 1843, se convirtió en miembro del parlamento provincial (Provinziallandtag) de la Prusia renana. En el año 1847, se convirtió en miembro del Parlamento Unido de Prusia (Vereinigter Landtag). Hansemann fue considerado como uno de los jefes prominentes del liberalismo alemán. Dentro del liberalismo, él, junto con el posterior presidente del Parlamento de Frankfurt, Heinrich von Gagern, pertenecía a los llamados "medios", es decir, dispuesto a comprometerse.
Durante el breve Ministerio de la Marcha Prusiana bajo Gottfried Ludolf Camphausen, Hansemann fue nombrado Ministro de Finanzas. Conservó este puesto en la siguiente administración dirigida por Rudolf von Auerswald, hasta su dimisión el 8 de septiembre de 1848.
Para la élite noble de Prusia, Hansemann era considerado demasiado liberal; su libro sutilmente crítico "Prusia y Francia" de 1833 y diferentes memorandos de la década de 1840 lo llevan a ser considerado un radical peligroso. Por otro lado, los radicales lo consideraban un reaccionario al servicio de la élite: Karl Marx lo llamó con desprecio un "lamer-saliva liberal".
Esta doble resistencia, motivo principal de la derrota del liberalismo tras la revolución de marzo en Alemania, llevó finalmente a que Hansemann abandonara la política. Después de dejar la vida política, Hansemann regresó al comercio y en 1851 formó el Disconto-Gesellschaft, que se fusionó con el Deutsche Bank en 1929.
Hansemann murió en Schlangenbad, durante una estancia de curación en el Taunus. Está enterrado en el mausoleo Hansemann en Matthaeus Kirchhof en el distrito Schöneberg de Berlín. Su hijo Adolph von Hansemann se convirtió en uno de los empresarios más ricos e importantes del Reich alemán, aunque a diferencia de su padre, no era un liberal.

## Conmemoración
Desde el 30 de marzo de 1933 hasta 1945 apareció en el billete de 50  RM emitido por el Reichsbank. La impresión cesó en 1945, aunque la nota permaneció en circulación hasta la emisión del Marco alemán el 21 de junio de 1948.

## Citas
(1847) antes de que el parlamento estatal federal unido prusiano se hiciera famoso: "en asuntos financieros, la comodidad se detiene".
De un memorándum de 1840: "muchos que gobiernan o interfieren en la administración pública en demasiados artículos se convirtieron en regla. Tienen el mismo funcionario la inclinación inconscientemente pendiente de decidir o estimar más bien después de la baratura los artículos más diversos, lo que dejará fueglich a la discreción de los particulares y Korporationen podría, en su propia opinión ". * "así que todo el mundo es en principio poco libre y políticamente menor, y la gran mayoría no porta de ningún modo una demanda activa de formalmente asegurada este tipo de satisfacción del pueblo agrada a algún funcionario espléndido y como prueba se declara , al igual que las condiciones prusianas, la más segura y satisfactoria de Europa sería, sin embargo".
De una carta de 1839: "Con la convicción de que, si dediqué tiempo y esfuerzo mental completamente al negocio, mi fortuna ascendería probablemente ahora al doble, trabajo mucho en los asuntos generales. Juzgo las fortunas sólo como medios, no como propósito. Este medio aporta independencia, tranquilidad para la vida y la capacidad de dar y además gastos útiles para hacer que los niños tengan una buena educación".